# Macrothele indicola
Espèce
Synonymes
- Ischnothele indicola Tikader, 1969

Macrothele indicola est une espèce d'araignées mygalomorphes de la famille des Macrothelidae.

## Distribution
Cette espèce est endémique du Meghalaya en Inde,. Elle se rencontre vers Shillong.

## Description
La femelle holotype mesure 20,00 mm.

## Systématique et taxinomie
Cette espèce a été décrite sous le protonyme Ischnothele indicola par Tikader en 1969. Elle est placée dans le genre Macrothele par Tripathi, Kadam, Sherwood et Sudhikumar en 2025.
Coyle en 1995 avait constaté que cette espèce n'était pas une Ischnothele.

## Étymologie
Son nom d'espèce lui a été donné en référence au lieu de sa découverte, l'Inde.

## Publication originale
- Tikader, 1969 : « Studies on spider fauna of Khasi and Jaintia hills, Assam, India. Part III. » Journal of the Assam Science Society, vol. 11, p. 154-163.